# Ājvāj
Ājvāj (persiska: آجواج) är en ort i Iran.   Den ligger i provinsen Västazarbaijan, i den nordvästra delen av landet, 600 km väster om huvudstaden Teheran. Ājvāj ligger 1 643 meter över havet och antalet invånare är 411.
Terrängen runt Ājvāj är huvudsakligen kuperad, men norrut är den platt. Terrängen runt Ājvāj sluttar norrut. Runt Ājvāj är det ganska tätbefolkat, med 96 invånare per kvadratkilometer. Närmaste större samhälle är Salmās, 14,1 km nordost om Ājvāj. Trakten runt Ājvāj består i huvudsak av gräsmarker.